# Gruta do Ruivo
A Gruta do Ruivo é uma gruta portuguesa localizada na freguesia da Madalena, concelho da Madalena do Pico, ilha do Pico, arquipélago dos Açores.
Esta cavidade apresenta uma geomorfologia de origem vulcânica em forma de tubo de lava localizado em campo de lava. Esta estrutura geológica apresenta um comprimento de 70 m. por uma altura máxima de 2 m.